# 東末広
東末広（ひがしすえひろ）は、愛知県弥富市の地名。

## 地理
旧海部郡弥富町東末広に相当する。旧弥富町の南東端部に位置する。

## 歴史

### 人口の変遷
国勢調査による人口および世帯数の推移。
| 1995年（平成7年）  | 76世帯 364人 |  |
| 2000年（平成12年） | 75世帯 350人 |  |
| 2005年（平成17年） | 73世帯 328人 |  |
| 2010年（平成22年） | 79世帯 292人 |  |
| 2015年（平成27年） | 85世帯 292人 |  |

### 沿革
- 1978年（昭和53年） - 海部郡弥富町末広の一部により、同町東末広として成立[2]。
- 2006年（平成18年）4月1日 - 市制施行に伴い、弥富町東末広が弥富市東末広となる[WEB 9]。また、東末広イノ割が東末広一丁目、東末広ロノ割が東末広二丁目、東末広ハノ割が東広末三丁目、東末広二ノ割が東末広四丁目、東末広ホノ割が東末広五丁目、東末広ヘノ割が東末広六丁目、東末広トノ割が東末広七丁目、東末広チノ割が東末広八丁目、東末広リノ割が東末広九丁目にそれぞれ名称変更[WEB 9]。

## 交通
- 愛知県道103号境政成新田蟹江線[1]

## 施設
- 神明社[1]

### WEB
1. ↑  “愛知県弥富市の町丁・字一覧”.   人口統計ラボ. 2022年12月12日閲覧。
2. 1 2  総務省統計局 (2017年1月27日). “平成27年国勢調査の調査結果(e-Stat) - 男女別人口及び世帯数 －町丁・字等” (CSV). 2021年7月21日閲覧。
3. ↑  “愛知県弥富市の郵便番号一覧”.   日本郵便. 2022年12月12日閲覧。
4. ↑  “市外局番の一覧” (PDF).   総務省 (2022年3月1日). 2022年3月22日閲覧。
5. ↑  総務省統計局 (2014年3月28日). “平成7年国勢調査の調査結果(e-Stat) - 男女別人口及び世帯数 －町丁・字等” (CSV). 2021年7月20日閲覧。
6. ↑  総務省統計局 (2014年5月30日). “平成12年国勢調査の調査結果(e-Stat) - 男女別人口及び世帯数 －町丁・字等” (CSV). 2021年7月20日閲覧。
7. ↑  総務省統計局 (2014年6月27日). “平成17年国勢調査の調査結果(e-Stat) - 男女別人口及び世帯数 －町丁・字等” (CSV). 2021年7月21日閲覧。
8. ↑  総務省統計局 (2012年1月20日). “平成22年国勢調査の調査結果(e-Stat) - 男女別人口及び世帯数 －町丁・字等” (CSV). 2021年7月21日閲覧。
9. 1 2  弥富市役所 総務部 総務課 行政グループ (2015年2月19日). “弥富市住所一覧  旧弥富町” (pdf).   弥富市. 2022年12月27日閲覧。

### 書籍
1. 1 2 3  「角川日本地名大辞典」編纂委員会 1989, p. 1900.
2. ↑  「角川日本地名大辞典」編纂委員会 1989, p. 1114.